# Simon Schmejkal
Simon Schmejkal (* 6. Mai 1967 in Berlin) ist ein deutscher Kameramann.

## Leben
Simon Schmejkal studierte an der Staatlichen Fachschule für Optik und Fototechnik in Berlin. Anschließend war er mehrere Jahre als Beleuchter, Materialassistent, Schwenker und Kameramann für Fernsehserien tätig, bevor er 2004 mit Das Kommando als Kameramann für einen Langspielfilm debütierte. Für seine Arbeit an Allein gegen die Zeit: Elf Uhr wurde er 2012 mit dem Deutschen Kamerapreis ausgezeichnet.
Schmejkal ist Mitglied im Berufsverband Kinematografie (BVK).

## Auszeichnung
- 2012: Deutscher Kamerapreis 2012 für Allein gegen die Zeit (Fernsehserie – Folge: Elf Uhr)[2]

## Filmografie (Auswahl)
- 1997: Vier Freunde im Einsatz
- 1999: Ein starkes Team – Der letzte Kampf
- 2001: Ein starkes Team – Kleine Fische, große Fische
- ab 2002: Tatort (Fernsehreihe)
  - 2002: Undercover
  - 2003: Mietsache
  - 2004: Verlorene Töchter
  - 2006: Nachtwanderer
  - 2008: Und tschüss
  - 2009: Tote Männer
  - 2016:  Totenstille
  - 2018: Mord ex Machina
  - 2020: Das fleißige Lieschen
- 2004: Das Kommando
- 2005: Ein starkes Team – Ihr letzter Kunde
- 2006: Eine Frage des Gewissens
- 2007: Die Entführung
- 2007: Ein starkes Team – Stumme Wut
- 2007: Tod in der Lochmatt
- 2008: In letzter Sekunde
- 2009: Der gestiefelte Kater
- 2010: Der Meisterdieb
- 2011: Liebe, Babys und ein Herzenswunsch
- 2011: Allein gegen die Zeit (Fernsehserie, 2 Folgen)
- 2012: Polizeiruf 110 – Eine andere Welt (Fernsehreihe)
- 2012: Alles bestens
- 2012: Liebe, Babys und ein Neuanfang
- 2014: Wilsberg – 90-60-90
- 2014: Wilsberg – Das Geld der Anderen
- ab 2014: Friesland (Fernsehreihe)
  - 2014: Mörderische Gezeiten
  - 2015: Familiengeheimnisse
  - 2022: Fundsachen
  - 2023: Landfluchten
  - 2023: Feuerteufel
- 2015: Hans im Glück
- 2015: Wilsberg – Bauch, Beine, Po
- 2015: Wilsberg – 48 Stunden
- 2015: Große Fische, kleine Fische
- 2018: Der Ranger – Paradies Heimat: Wolfsspuren
- 2018: Der Ranger – Paradies Heimat: Vaterliebe
- 2021: Der Dänemark-Krimi: Rauhnächte (Filmreihe)
- 2022: Erzgebirgskrimi – Ein Mord zu Weihnachten
- 2023: Der Dänemark-Krimi: Blutlinie (Fernsehreihe)